# Edmund Germer
Edmund Germer (* 24. August 1901 in Berlin; † 10. August 1987) war ein deutscher Erfinder.

## Leben
Edmund Germer studierte in Berlin und Rostock Physik. Er war später Chefphysiker bei der 1925 gegründeten Rectron GmbH.
Germer gilt als Vater der Fluoreszenzlampe, indem er 1926 vorschlug, den Druck innerhalb von Röhren zu erhöhen und die Röhren mit einem Leuchtstoff zu beschichten, der ultraviolette Strahlung in sichtbares Licht umwandelt.
1926 veröffentlichte er mit den Wissenschaftlern Friedrich Meyer und Hans Spanner eine Beschreibung, wie durch ein Vorheizen der Elektroden eine Zündung bei niederen Spannungswerten erleichtert wird. Am 19. Dezember 1927 reichten sie das United States Patent 2182732 ein und am 5. Dezember 1930 das United States Patent 2202199 auf sein Discharge device. Beide Patente wurden später von der General Electric gekauft.
1938 wurde sein Sohn Helmut Germer geboren. Nach dem Zweiten Weltkrieg wurde er von Engelhardt Industries in Newark (New Jersey) eingeladen, seine Forschung bei der Hanovia Chemical and Manufacturing Company fortzusetzen. 1951 holte er auch seine Frau und seinen Sohn in die USA. Zwischen 1926 und 1952 erwarb er 22 Patente in den USA und 30 aus Deutschland.